# Hafen von Dalian
Der Hafen von Dalian liegt in Dalian an der Südspitze der Halbinsel Liaodong in der Provinz Liaoning und ist der nördlichste eisfreie Hafen in China. Er ist einer der größten Mehrzweckhäfen sowie ein bedeutender Containerumschlagplatz im Nordosten Chinas. Von dort werden die Seehäfen Nordasiens, Ostasiens und des Pazifiks angefahren. Der Seehafen Dalian stand 2023 mit 5,03 Mio. TEU Umschlag auf Platz 45 der größten Containerhäfen der Welt. Mit einem gesamten Frachtumschlag von knapp 316 Mio. Tonnen rangierte der Hafen 2023 aber deutlich hinter den ebenfalls an der Bohai-See gelegenen Häfen Tangshan und Tianjin.

## Überblick
Der Hafen von Dalian liegt an der Dalian-Bucht (historisch bekannt als Talienwan, Talien-wan) am Gelben Meer. Der Hafen umfasst eine Wasserfläche von 346 Quadratkilometern und eine Landfläche von fast 15 Quadratkilometern. Es gibt 160 Kilometer spezialisierte Eisenbahnlinien, 300 Quadratkilometer Lagerflächen, 1800 Quadratkilometer Stapelplätze und über 1000 Einheiten verschiedener Arten von Geräten und Anlagen.
Der Hafen von Dalian besteht aus den Hafengebieten Daliangang, Dalianwan, Xianglujiao, Nianyuwan, Ganjinzi, Heizuizi, Si'ergou und Dayaowan. Der Hafen von Dalian ist im Besitz der staatlichen Dalian Port Corporation und wird von dieser verwaltet. Er hat Handels- und Schifffahrtsverbindungen mit mehr als 300 Häfen in 160 Ländern und Regionen der Welt aufgebaut.

## Geschichte
In der Gegend gibt es bereits seit der Antike einen Hafen. Der heutige Hafen wurde Ende des 19. Jahrhunderts von den Russen errichtet, welche in Port Arthur (Dalian) ihren Einflussbereich hatten. Der Hafen von Dalian war ein wichtiges Ziel der Japaner während des Russisch-Japanischen Krieges. Die japanische Armee besetzte den Hafen von Dalian im Jahr 1904 und zwang die Russen zum Rückzug. Die Japaner machten den Ort zu einem wichtigen Industriezentrum mit einer chemischen Industrie und Textilproduktion, was das Wachstum des Hafens förderte. Nach dem Ende des Zweiten Weltkriegs teilten sich die Volksrepublik China und die Sowjetunion den Hafen für 30 Jahre. 1972 trafen die ersten Containerschiffe im Hafen von Dalian ein und begründeten damit die ersten Containerrouten auf dem chinesischen Festland. Seit 1982 wird der Hafen von der Dalian Port Corporation verwaltet.

## Belege
1. ↑  Lloyd's List One Hundred Container Ports 2023
2. ↑  Häfen in China 2023 laut Verkehrsministerium der VR China. Abgerufen am 23. September 2024.
3. 1 2  Port of Dalian | JOC.com. Archiviert vom Original (nicht mehr online verfügbar) am 14. Juni 2021; abgerufen am 18. Juli 2021.  Info: Der Archivlink wurde automatisch eingesetzt und noch nicht geprüft. Bitte prüfe Original- und Archivlink gemäß Anleitung und entferne dann diesen Hinweis.
4. ↑  Port of Dalian. Archiviert vom Original (nicht mehr online verfügbar) am 20. Oktober 2017; abgerufen am 18. Juli 2021.  Info: Der Archivlink wurde automatisch eingesetzt und noch nicht geprüft. Bitte prüfe Original- und Archivlink gemäß Anleitung und entferne dann diesen Hinweis.